# Филадельфийская кампания
Филадельфийская кампания (англ. Philadelphia campaign) — комбинированная кампания британской армии и флота в ходе Американской войны за независимость, которая длилась с весны 1777 по весну 1778 года. Целью британской армии был город Филадельфия, в котором собирался Континентальный конгресс. Британский генерал Уильям Хау попытался втянуть армию Джорджа Вашингтона в сражение в северном Нью-Джерси, но ему это не удалось. Тогда он погрузил армию на транспорты и высадился на берегу Чесапикского залива и начал наступать на Филадельфию с юга. Вашингтон разместил армию на рубеже реки Брендивайн-Крик, но 11 сентября 1777 года Хау обошёл его фланг и в сражении при Брендивайне Вашингтон был разбит. После ещё ряда манёвров и перестрелок британцы вступили в Филадельфию. Часть британской армии встала лагерем около Джермантауна; Вашингтон узнал об этом и атаковал их, но сражение при Джермантауне 4 декабря ему выиграть не удалось.
Американская армия встала на зимовку в лагере Велли-Фордж, где из-за плохого снабжения многие погибли от истощения. Весной к армии присоединился прусский офицер барон Фон Штойбен, который ввел систему тренировок солдат на основе практики прусской армии.
Хау сумел занять Филадельфию, но из-за этого он не смог оказать поддержку армии Джона Бергойна, которая шла к Нью-Йорку с севера. Из-за этого Бергойн был разбит в сражении при Саратоге. Разгром Бергойна привёл к тому, что Франция признала США и заключила с ними военный союз против Великобритании. Это поставило под угрозу британские владения на Карибах и в Индии, поэтому весной 1778 года правительство приказало генералу Хау оставить Филадельфию и ограничиться обороной Нью-Йорка. Хау к этому времени подал в отставку, командование принял генерал Генри Клинтон, который организовал эвакуацию Филадельфии. Он начал отступать к Нью-Йорку; Вашингтон нагнал его около Монмута, и 28 июня началось сражение при Монмуте, одно из крупнейших сражений войны. Оно завершилось вничью, но поле боя осталось за американцами. Клинтон отступил в Нью-Йорк, а Вашингтон снова занял позиции около Нью-Йорка, как и в начале кампании. Сражения Филадельфийской кампании стали последними сражениями той войны на территории северных штатов.

## Предыстория
После победы в Лонг-Айлендском сражении и капитуляции Нью-Йорка британская армия заняла почти весь штат Нью-Джерси, но зимой, после контрнаступления Вашингтона и сражений при Трентоне и при Принстоне им пришлось покинуть значительную часть штата. Поэтому в 1777 году генерал Хау решил возобновить усилия с целью уничтожить Континентальную армию и подавить сопротивление колоний, путём наступления на Филадельфию, место пребывания Континентального Конгресса, город, по европейским представлениям наиболее близкий к неофициальной столице 13 колоний.
Но в это же время Лондон одобрил план генерала Бергойна наступать с севера вниз по течению Гудзона, с целью рассечь колонии надвое. Соответственно от генерала Хау ожидалось содействие навстречу армии Бергойна. Таким образом, в большую стратегию в Америке был внесен фатальный разброд. На деле у Хау не было ни сил, ни времени преследовать обе цели.

## Подготовка и планы
После сражения при Принстоне кампания 1776 года завершилась и Вашингтон отвёл армию в зимний лагерь у Морристауна. Это позиция была выгодна с точки зрения обороны, хотя и не так удобна для жизни, как предыдущий лагерь под Бостоном. Генерал Хау остался с армией в Нью-Йорке, где он начал планировать кампанию на 1777 год. Его первоначальный план, разработанный ещё в ноябре, подразумевал наступление по трём направлениям: одна армия должна была идти на Бостон, вторая наступать вверх по Гудзону на Олбани, а третья, канадская, армия, должна была наступать на Олбани с севера. К сентябрю или октябрю сопротивление на севере предполагалось подавить, перебросить армию на юг, и завершить войну к Рождеству. В декабре Хау внезапно изменил планы: теперь он решил наступать на Филадельфию. Этот новый план прибыл на утверждение в Лондон как раз тогда, когда король уже согласился на первый план и отдал приказ канадской армии Джона Бергойна относительно наступления на Олбани. И хотя второй план противоречил первому, лорд Джермейн утвердил его. 
В середине января 1777 года Хау составил ещё один план: он просил вдвое увеличить его армию, прислав ещё 20 000 человек, чтобы он мог предпринять одновременно и наступление на Филадельфию с моря. Одновременно он предлагал разместить крупный отряд в Род-Айленде для диверсий в Коннектикут и Массачусетс. В то время в Лондоне никто не задал вопрос, почему надо наступать именно на Филадельфию, и по сей день не известно точно, чем Хау при этом решении руководствовался. Возможно, он считал, что рельеф восточной Пенсильвании более удобен для боевых действий, чем Нью-Джерси и окрестности Нью-Йорка. Он наверняка знал, что в Пенсильвании меньше ополченцев, чем в Новой Англии. Неизвестно, какую пользу он видел в захвате Филадельфии: даже такой невоенный человек, как Джон Адамс, писал, что захватив город, Хау окажется в наихудшей ситуации из всех возможных. Он принял это решение сразу после сражений при Трентоне и Принстоне, когда стал менее уверен в успехе войны, и когда впервые сообщил в Лондон, что не верит, что войну можно будет завершить за одну кампанию.
Для противодействия противнику Вашингтону требовалась армия. В 1775—1776 годах армия состояла из патриотически настроенных добровольцев, которые верили, что смогут легко победить профессиональных военных. Эта армия была разбита под Нью-Йорком, её солдаты разошлись по домам и более не возвращались. В сентябре 1776 года Конгресс постановил реорганизовать армию, набрав 88 полков. На этот раз в армию пошли самые низшие слои населения: безземельные, безработные, свободные негры, рабы и договорные рабы. Но набор в армию шёл медленно, и не было уверенности, что армию вообще получится сформировать. К началу лета вместо запланированных 75 000 человек было набрано всего 9000. Были проблемы и с офицерским составом. Немного улучшилась ситуация с вооружением: из Франции были присланы 200 орудий, 25 000 мушкетов, а также запасы пороха и кремней.
26 марта англичане напали на американский пост и склад в селении Пикскилл на Гудзоне, уничтожив много ценных припасов. Вашингтон боялся, что они повторят нападения на гудзонские посты, но повторов не случилось. Вместо этого в апреле 1777 года они высадили отряд в Коннектикуте, что привело к сражению при Риджфилде и гибели генерала Вустера. Но в том же апреле генерал Хау снова поменял свои планы, отозвал все отряды из Коннектикута и Нью-Джерси, и сконцентрировался на плане захвата Филадельфии. Его руководство в Лондоне никак не скоординировало его планы с планами канадской армии, и он сам не предпринял в этом направлении почти ничего, только предложил Бергойну захватить форт Тикондерога и город Олбани. Утвердив финальный план, лорд Джермейн предложил генералу Хау отправить диверсионные отряды в Массачусетс и Нью-Гемпшир, а король выразил надежду, что Хау будет координировать свои планы с планами канадской армии, но Хау проигнорировал обе рекомендации.

## Ход кампании
В середине июня 1777 года Вашингтон стоял с армией у Миддлбрука, внимательно наблюдая за армией противника. 14 июня британцы начали наступление: Хау вступил в Нью-Джерси и приближался к селению Сомерсет-Кортхауз, которое находилось между Миддлбруком и Принстоном. Сначала Вашингтон решил, что Хау пойдёт через Принстон на Филадельфию, но британцы шли без средств переправы и, стало быть, не намеревались переправляться через реку Дэлавер. Он решил, что они хотят выманить его армию с Миддлбрукских высот на равнину, или же намереваются атаковать отряд Салливана на Дэлавере. На всякий случай он приказал Салливану отступить в безопасное место в Флемингтону. К Вашингтону прибыло пополнение из ополченцев и он даже размышлял над возможностями атаки, но противник занимал сильную позицию, а 16 июня усилил её редутами. 17 июня Хау отправил в тыл свои обозы, что можно было истолковать как подготовку к стремительному наступлению. 18 июня прошло бессобытийно, а 19 июня Вашингтон получил сообщение, которое удивило его: Хау отступал к Брунсвику. Судя по тому, что ещё 18 июня британцы строили редуты, решение об отступлении было принято внезапно. Вашингтон решил, что Хау отступил, когда узнал о прибытии американских подкреплений.
Вашингтон сразу приказал дивизии Натаниеля Грина, бригаде Уэйна и отряду стрелков Даниеля Моргана атаковать тылы отступающей армии Хау, но Хау без потерь отступил за реку Раритан. Вашингтон велел своей армии спуститься с высот, и подойти поближе к противнику, в Кибблтаун, чтобы действовать по ситуации. Отряд Стирлинга, численностью 2500 человек (бригады Максвелла и Конвея) он отправил к Нью-Брунсвику.
Генерал Хау решил воспользоваться ситуацией и атаковать отряд Стирлинга, чтобы одновременно отрезать Вашингтону пути отхода к Миддлбруку. 26 июня две колонны британской армии вышли из Перт-Амбой: колонна Корнуоллиса шла на Вудбридж, а колонна Вогна на Бонхэмптон. 26 июня британцы встретились с отрядом Стирлинга и произошло сражение при Шорт-Хиллз. Стирлинг отступил, потеряв около 10 человек убитыми, примерно 60 ранеными и несколько орудий. Но армия Вашингтона успела отступить к Миддлбруку. Тогда Хау вернулся в Эмбой, а оттуда в Нью-Йорк. Его армия сильно пала духом от бессмысленных маршей, и от безрезультатно ушедших месяцев летнего времени.
3 июля Вашингтон отвёл армию от Миддлбрука к Морристауну, откуда можно было быстро переместиться или к Филадельфии, или к реке Гудзон, в случае наступления армии Хау на север. Британская армия под командованием Бергойна в это время наступала из Канада вниз по Гудзону, но Вашингтон был уверен, что Бергойн не сможет взять форт Тикондерога. Но 10 июля пришло сообщение от генерала Скайлера, написанное 7 июня: Скайлер писал, что генерал Сент-Клэр оставил Тикондерогу и форт наверняка взят Бергойном. Теперь наступление Хау на Филадельфию казалось маловероятным. 11 июля Континентальная армия начала марш на север, и в тот же день сообщения о падении форта Тикондерога 6 июля подтвердилось, хотя только через двое суток он узнал, что армия Сент-Клера уцелела. 22 июля Вашингтон встал лагерем на территории округа Ориндж, и стал ждать дополнительной информации о армиях Бергойна и Хау.
23 июня 1777 года армада из 267 вымпелов покинула Нью-Йорк и, с точки зрения американской разведки, на месяц исчезла. Вашингтон рассматривал несколько возможных целей экспедиции и не мог выбрать, какую из них оборонять. Вашингтон писал:

…[противник] держит наши умы в состоянии непрестанного гадания. Если бы только мы могли отгадать их цель. Их поведение настолько таинственно, что его невозможно уразуметь так, чтобы составить определенное заключение.
Оригинальный текст (англ.)[the enemy] keep our imaginations constantly in the field of conjecture. I wish we could out fox on their object. Their conduct really is so mysterious that you cannot reason upon it so as to form any certain conclusion.

Он несколько раз отдавал приказы армии идти маршем то в Пенсильванию, то обратно в Нью-Йорк, то приказывал отряду генерала Салливана соединиться с ним и защищать Филадельфию, то вернуться в Нью-Джерси в долину Гудзона. Один офицер 3-го виргинского полка заметил: «Мы сделали полный тур по Джерси.»
В августе Вашингтон узнал, что флот находится в Чесапике.

### Оккупация Филадельфии
Вначале Хау намеревался подняться с кораблями по реке Делавэр, но блокадная эскадра доложила, что река слишком густо уставлена препятствиями, и он сместил направление западнее, на Чесапик. После кошмарного перехода в жаркую погоду, при штилях и встречных ветрах, во время которого пали все лошади и значительную часть армии поразили болезни, была выполнена ещё одна образцовая высадка в вершине Чесапика, в устье Элк-ривер. Но долгий переход полностью уничтожил задуманный элемент внезапности.
Тем не менее Хау сумел 11 сентября одержать победу при Брендивайне и далее переиграть Вашингтона маневром. 25 сентября он вошел в Филадельфию. Среди британских трофеев оказался и 24-пушечный континентальный фрегат Delaware.

### Очистка реки Делавэр
После этого Континентальная армия перешла к тактике набегов и отходов. Так, 4 октября Вашингтон, памятуя Трентон, снова пытался застать гессенцев врасплох. Но сражение при Джермантауне обернулось для него далеко не так удачно.
На флот легла задача открыть путь вверх по Делавэр, с тем чтобы резко сократить коммуникации армии и дать флоту адмирала Хау безопасную стоянку.
Задача была поручена опытному коммодору Хэмонду (англ. Andrew Snape Hamond), который весь предыдущий год командовал блокадной эскадрой. Он приступил к делу в начале октября, начав с расчистки фарватера сквозь заграждения, выставленные между островом Биллинг и левым берегом (Нью-Джерси). Береговые батареи, канонерские лодки и гребные галеры пенсильванского флота оказали сопротивление, но подавляющее превосходство Королевского флота скоро сказалось.
Однако и он не обошелся без неудач. 22 октября 64-пушечный корабль HMS Augusta и шлюп HMS Merlin поддерживая неудачную атаку гессенцев против форта Ред-Банк, сели на песчаные мели, не обозначенные на карте. HMS Vigilant и бомбардирский корабль Fury были слишком далеко, по другую сторону острова. Остальные корабли, в том числе флагманский HMS Eagle, HMS Roebuck и самый старый HMS Somerset, фрегаты HMS Pearl и HMS Liverpool, держались ниже по течению и приблизиться для поддержки не рискнули.
Несмотря на лихорадочные усилия сняться, утром 23 октября Augusta все ещё плотно сидела на мели, и привлекла к себе сосредоточенный огонь всех американских судов и батарей. Она загорелась с кормы, и в конце концов взорвалась, причем взрыв «почувствовали в Филадельфии как землетрясение». Причину взрыва так и не установили, но самой популярной была теория возгорания коечных сеток от собственных тлеющих пыжей. Merlin был также покинут и сожжен командой.
Понадобился месяц упорных, в основном ничейных боев. Британцы взяли форт Миффлин и в конце октября форт Мерсер. Были разобраны «частоколы» в реке, на которые возлагали вину за подвижку песчаных мелей, погубивших Augusta и Merlin. И только после этого первый грузовой транспорт достиг Филадельфии. Большинство оборонявшихся американских судов были уничтожены.
Взамен главная британская армия была на два месяца обездвижена, и кампания 1777 года на этом фактически закончилась. 5-8 декабря Вашингтон успешно отбил серию разведок боем Хау в сражении при Уайт-Марш. Британцы расположились на зиму в относительном комфорте города, в то время как Вашингтон встал лагерем в суровой долине Велли-Фордж.

### Весенние операции 1778 года
За время зимовки в Вэлли-Фордж Континентальная армия потеряла до четверти своего состава (2500 человек) от болезней и обморожений. Тем не менее, к весне она сохранила дисциплину и все ещё была боеспособна.
Тем временем победа при Саратоге убедила французское правительство вступить в войну. Таким образом, в 1778 году обстановка коренным образом изменилась. Генерал Хау подал в отставку и вернулся в Англию, его сменил генерал Клинтон.
Назначенная вместо братьев Хау комиссия лорда Карлайла не добилась на переговорах ничего. Предложенная сделка: признание независимости колоний в обмен на согласие подчиняться внешнеторговым законам Англии, была отвергнута осмелевшим Конгрессом. Знаменитое «Дайте мне свободу или дайте смерть» таким образом оказалось всего лишь лозунгом: политическая свобода без экономической стоит немного.
20 апреля 1778 года Вашингтон послал своим генералам меморандум, в котором предлагал три варианта действий на весну этого года. Первый план предлагал атаковать англичан в Филадельфии. Второй план состоял в том, чтобы атаковать их в Нью-Йорке. Третий план предполагал оставаться на месте и накапливать силы. Генералы прислали свои ответы 21—25 апреля. Энтони Уэйн и Джон Паттерсон высказались за атаку Филадельфии, а Лорд Стирлинг предложил атаковать одновременно Филадельфию и Нью-Йорк. Большинство высказалось за второй план. Его поддержали Генри Нокс, Питер Мюлленберг, Инек Пур, Варнум, Максвелл и Грин. За третий вариант высказались в основном европейцы: Лафайет, Штойбен и Дюпортейль. Штойбен сказал, что в некоторых случаях стоит идти вабанк, но сейчас не тот случай. Вашингтон с самого начала был уверен в третьем варианте, и устроил опрос только для выяснения настроений своих генералов. 8 мая он собрал общий военный совет, на котором присутствовали дополнительно Гейтс и Миффлин, но отсутствовал Уэйн. На этот раз генералы высказывались осторожнее и единогласно решили, что предпочтительнее оставаться в лагере и выжидать удобного момента.  
Новость о возможном появлении в Америке французов заставила Клинтона эвакуировать Филадельфию. Посланный для разведки Лафайет едва избежал британской засады при Баррен-хилл.

### Сражение при Монмуте
На этот раз Клинтон избрал марш по суше. В ходе его Вашингтон следовал по пятам и 28 июня атаковал хвост британской колонны при Монмуте. Сражение при Монмуте закончилось вничью, но ещё один ничейный исход был Вашингтону выгоднее, чем британцам. У тех появились заботы совсем другого порядка: армия и флот нужны были для защиты Нью-Йорка от французов.

## Последствия
Филадельфийская кампания закончилась фактически вничью. Но это произошло благодаря событиям в другом месте: при Саратоге. Снова, как в 1775 и 1776 годах, Британия не смогла закончить войну в кампанию 1777 года. Снова налицо были все черты, отличавшие ведение этой войны Британией: неясное и путаное стратегическое руководство из Лондона, недооценка противника, подчинение морской мощи сухопутным соображениям, слабое взаимодействие армии и флота. Особенно ярко выступило ещё стремление вести колониальную войну европейскими методами. Так, убеждение, что в Америке существует некий центр тяжести, вроде столицы, овладение которым даст решительную победу, привело к ошибке в выборе направлений кампании, и в результате Бургойн остался без поддержки.
На этот раз, однако, последствия были куда серьезнее. Французская интервенция полностью изменила характер войны. Теперь уже колонисты не просто растянули войну ещё на год, но дождались её поворота в свою пользу. У них появилась реальная надежда на независимость.

## Боевое расписание
- Филадельфийская экспедиция: генерал-майор сэр Уильям Хау
  - Бригада: бригадный генерал Мэтью
    - Бригада гвардии
    - 1-й лёгкий пехотный батальон
    - 2-й лёгкий пехотный батальон
    - 1-й гренадерский батальон
    - 2-й гренадерский батальон
    - Её Величества рейнджеры (The Queen's Rangers)

  - 1-я бригада: генерал-майор Вон, позже Грант
    - 4-й пехотный полк
    - Пехотный полк
    - Пехотный полк
    - Пехотный полк

  - 2-я бригада: генерал-майор Грант
    - 5-й пехотный полк
    - 10-й пехотный полк
    - 27-й пехотный полк
    - 40-й пехотный полк
    - 55-й пехотный полк

  - 3-я бригада: генерал-майор Грей
    - 15-й пехотный полк
    - 17-й пехотный полк
    - 42-й пехотный полк
    - 44-й пехотный полк

  - 4-я бригада: бригадный генерал Agnew
    - 33-й пехотный полк
    - 37-й пехотный полк
    - 46-й пехотный полк
    - 64-й пехотный полк

  - 5-я бригада: бригадный генерал Лесли
    - 71-й пехотный полк (3 батальона)

  - Гессенская бригада: генерал-майор Штирн
    - Лейб-пехотный полк
    - Полк фон Донопа
    - Полк фон Мирбаха
    - Смешанный батальон фон Лооса

  - Резерв:
    - 16-й лёгкий драгунский полк
    - Стрелковый корпус Фергюсона

  - Гессенский резерв: полковник Доноп
    - Гессенские егеря
    - Анспрахские егеря
    - 3 гессенских гренадерских батальона
- Род-айлендский гарнизон: генерал-майор Прескотт
  - 22-й пехотный полк
  - 43-й пехотный полк
  - 54-й пехотный полк
  - Полк фон Штирна
  - Полк фон Дитфурта
  - Полк фон Хайна
  - Полк фон Бунова
- Нью-йоркский гарнизон: генерал-лейтенант Книпхаусен
  - 45-й пехотный полк
  - 63-й пехотный полк
  - Полк Эрбпринца (гессенский)
  - Полк фон Трумбаха (гессенский)
  - Полк принца Карла (гессенский)
  - Полк фон Штейна (гессенский)
  - Полк фон Блоха (гессенский)
  - Полк фон Виссенбаха (гессенский)
- Амбу, Нью-Джерсийский гарнизон: полковник Эби
  - 55-й пехотный полк
  - Полк Анспаха
  - Полк Валдбека
- Брансуикский, Нью-Джерсийский гарнизон: бригадный генерал Мэтью
  - 7-й пехотный полк
  - 26-й пехотный полк
  - 35-й пехотный полк
  - 38-й пехотный полк[15]